# Danaides

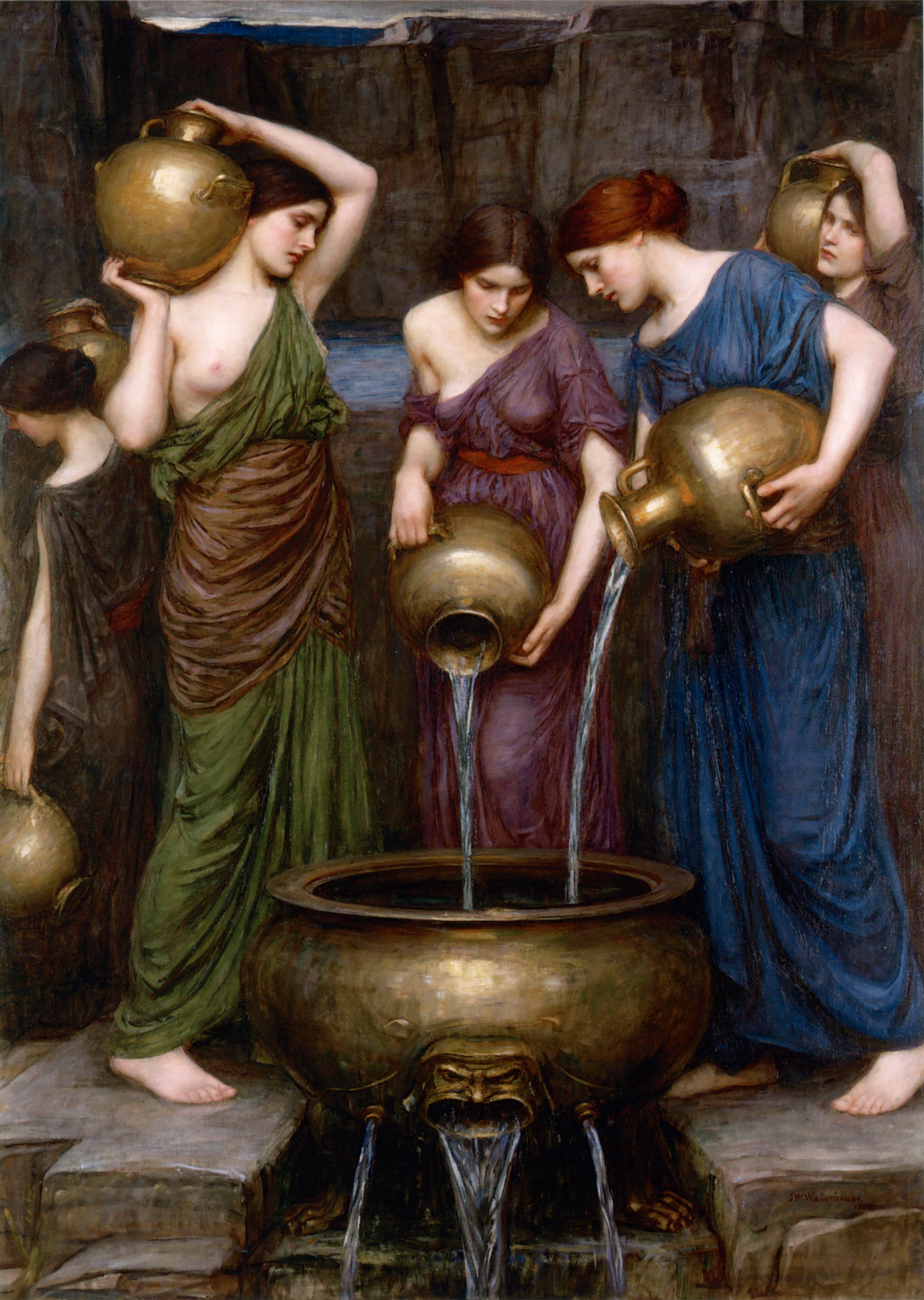
John William Waterhouse, The Danaides, Private collection, 1903

D'acord amb la mitologia grega, les danaides (en Δαναΐδες) van ser les cinquanta filles del rei Dànau que va tenir amb diferents dones i que el van acompanyar quan marxà d'Egipte per por dels cinquanta fills del seu germà Egipte, advertit per un oracle.
Es va establir a Argos on van fer cap els seus cinquanta nebots per dir-li que volien casar-se amb les seves cinquanta filles. Dànau hi va accedir, però no va creure en la reconciliació. Per les noces, Dànau va oferir un gran banquet i va regalar una daga a cadascuna de les seves filles, i els va fer prometre que durant la nit matarien els seus marits. Totes ho van fer així, excepte Hipermnestra, que salvà Linceu que l'havia respectada. Dànau, davant d'això la va fer confinar sota vigilància. Les germanes homicides van tallar el cap de les seves víctimes i van retre honors fúnebres als cossos davant d'Argos, mentre enterraven els caps a Lerna. Zeus va ordenar que fossin purificades dels seus assassinats, i així ho van fer Hermes i Atena. Més endavant, Dànau va permetre la unió de Linceu i Hipermnestra, i va intentar tornar a casar les seves filles, però es van presentar pocs pretendents. Dànau va decidir celebrar uns jocs i va oferir les seves filles com a premis. Els pretendents quedaven eximits de portar regals de casament. Així les noies es van casar amb joves del país, amb qui van engendrar l'estirp dels dànaus, que va substituir la dels pelasgs.
Més endavant Linceu venjà els seus germans matant el sogre i les cunyades. Enviades al Tàrtar, varen ser condemnades a traginar cubells amb la inútil missió d'omplir una tina sense fons. Apol·lodor i Higí donen la llista dels cinquanta noms, però no és coincident.